# Arion Roșu
Arion Roșu, né le 1er février 1924 à Bucarest et mort le 4 avril 2007 à Versailles, est un indianiste et sanskritiste roumain qui a vécu la majeure partie de sa vie en France. Il est spécialiste de l'ayurveda et pionnier de la recherche sur l'alchimie décrite dans la langue sanskrit.

## Biographie
D'origine roumaine, Arion Roșu obtient son baccalauréat en 1943 à Bucarest, puis poursuit des études en philologie classique et sciences auxiliaires de l'histoire de l'université de Bucarest où il obtient une maîtrise en lettres classiques. Il se réfugie à Paris en juin 1965 et continue ses études à Paris-Sorbonne, et obtient un doctorat ès lettres avec la thèse Les Conceptions psychologiques dans les textes médicaux indiens sous la supervision de Jean Filliozat. Il effectue par la suite un postdoctorat portant sur la médecine indienne traditionnelle à l'université hindoue de Bénarès. Il est attaché à la bibliothèque du musée Guimet de 1965 à 1976 et devient par la suite chercheur indianiste à la Section des langues et civilisations orientales du CNRS.
Il a publié une centaine d'articles ainsi que trois livres sur l'Inde et la culture indienne.

## Distinctions
- Prix Bordin (1979) de l'Académie des inscriptions et belles-lettres pour son livre Les conceptions psychologiques dans les textes médicaux indiens[5].
- Prix d’Histoire de la médecine Jean François Coste (1990) pour son livre Gustave Liétard et Palmyr Cordier, Travaux sur l’histoire de la médecine indienne[5].
- Prix de l’Académie des sciences, belles-lettres et arts de Besançon et de Franche-Comté (1992) pour son livre Gustave Liétard et Palmyr Cordier, Travaux sur l’histoire de la médecine indienne[5].

## Œuvres et publications
- Arion Roșu, Les Conceptions psychologiques dans les textes médicaux indiens (Publications de l'Institut de civilisation indienne), Diffusion E. de Boccard, 1978, 287 p. (ASIN B0014M2HA4).
- Arion Roșu, Gustave Liétard et Palmyr Cordier, Travaux sur l’histoire de la médecine indienne, Diffusion E. de Boccard, 1989.